# Тед Бънди
Тиодор Робърт „Тед“ Бънди (на английски: Theodore Robert „Ted“ Bundy), роден Тиодор Робърт Коуел (Theodore Robert Cowell), е американски сериен убиец, изнасилвач, некрофил, убил и изнасилил голям брой млади жени и момичета през 1970-те (основно между 1974 и 1978). Учил е психология и право.  След като повече от десет години отрича да има нещо общо с убийствата, в крайна сметка той признава, че е извършил 30 от тях. Точният брой на жертвите му остава неизвестен и до днес.

## Биография
Роден е на 24 ноември 1946 година в Бърлингтън, щата Върмонт, САЩ. Извънбрачно дете е, а баща му остава неизвестен. Майка му Елинор, уплашена от самотното майчинство, бяга във Филаделфия, където живее в католически дом за самотни майки. След раждането на сина си заживява при родителите си и се представя за сестра на Тед, а неговите баба и дядо – за баща и майка. Тед разказва на своя позната, че след известно време намерил истинското си удостоверение за раждане, разбрал истината и намразил майка си.
На 4-годишна възраст Тед и майка му се преместват да живеят при свои роднини в Такоума, Вашингтон. Година по-късно Елинор среща готвача Джон Бънди и през 1951 г. се жени за него. Тед приема името на втория си баща и става най-големият от общо 5 деца в семейството.
Тед израства в нормална семейна среда. Баща му Джон се опитва да се сближи с него, като го води на мачове, къмпинги, но детето се дистанцира от него. Като младеж Тед е много срамежлив, неуверен и с трудности в общуването, като често бива дразнен и подиграван в училище. Въпреки униженията, които изтърпява заради това че е различен, той успява да запази високия си успех в училище, а по-късно и в колежа.
След като завършва училище, постъпва във Вашингтонския университет и работи, за да се издържа. Той е прилежен студент с добър успех. През пролетта на 1967 г. Тед среща първата си любов, Стефани Брукс. Двамата споделят любовта си към карането на ски. През 1968 г. тя завършва университета и се разделя с Тед, описвайки го като „човек без амбиции“. Той започва да ѝ пише писма, които биват върнати без отговор. В резултат на раздялата той губи интерес към учението и успехът му се влошава. Това се оказва повратна точка в живота му.
През 1969 г. той започва да следва психология във Вашингтонския университет и се справя блестящо. По това време се среща с Елизабет Кендъл. Усилено работи за преизбирането на губернатора на Вашингтон и през този период създава солидни връзки с членове на американската Републиканска партия. Спасява дете от удавяне в Сиатъл и е награден за това. При пътуванията си до Калифорния през 1973 г. отново се среща с Брукс. Двамата започват тайна афера, а Елизабет не подозира за това. Тед е имал големи шансове да стане политик и Брукс е впечатлена от него. Малко преди Коледа през 1974 г. той приключва връзката им без обяснение. Тя му се обажда, за да го попита защо така безпричинно приключва връзката им, а той ѝ отговаря, че не знае за какво става въпрос. Брукс осъзнава, че всичкото това е било планирано от Бънди, за да си отмъсти за раздялата им през 1968 г. По-късно той е цитиран да казва: „Исках да се уверя, че съм достатъчно добър за нея.“

## Престъпна дейност
Първата му жертва е 21-годишната Линда Ан Хейли, студентка във Вашингтонския университет. Той прониква в дома ѝ на 31 януари 1974 г. и я отвлича. Тя е бяла, слаба, необвързана жена, непретенциозно обличаща се и с дълга кестенява коса – предпочитана плячка на Бънди. По-късно започват да изчезват и други жени, отговарящи на това описание. Тед ги отвлича през деня, като ги моли за помощ, използвайки своя „Фолксваген Костенурка“. Той е красив строен млад мъж и жените не го възприемат като заплаха. На 14 юли изчезват Джанис От и Дениз Наслънд. Телата им са открити през август. През септември 1974 г. изчезва и Лаура Ейми на 17 години. Тед я убива с железен лост, след като я изнасилва. На 18 октомври 1974 в Юта изчезва дъщерята на местен полицейски шериф – Мелиса Смит на 17 години. Открита е няколко дни по-късно, изнасилена и удушена. Именно тези две убийства в толкова кратък отрязък от време карат полицията да мисли, че убиецът е един и същ. Разпространен е портрет на убиеца и в него Елизабет Кендъл разпознава приятеля си – Тед Бънди. Тя се обажда в полицията, но сигналът ѝ се губи сред хилядите други.
Заловен е почти случайно и прекарва дълги години в затвора. Признава за общо 36 убийства. Непотвърдените му убийства, според неговия адвокат са повече от 100. 
Сяда на електрическия стол в 7:16 ч. на 24 януари 1989 г. След екзекуцията тленните му останки са кремирани и разпръснати над Каскадите в щата Вашингтон, където са изхвърлени много от останките на жертвите му.